# Lilian Marijnissen
Lilian Marijnissen, née le 11 juillet 1985 à Oss, est une femme politique néerlandaise, membre du Parti socialiste (SP), qu'elle dirige du 13 décembre 2017 au 12 décembre 2023. 
Représentante à la Seconde Chambre des États généraux depuis le 23 mars 2017, elle devient présidente du groupe parlementaire socialiste lors de son accession à la direction du parti.

## Biographie
Fille de Jan Marijnissen, ancien chef politique du Parti socialiste, Lilian Marijnissen étudie la science politique à l'université Radboud de Nimègue et à l'université d'Amsterdam.
De 2003 à 2016, elle est membre du conseil municipal d'Oss. Lors des élections législatives néerlandaises de 2017, elle est élue représentante à la Seconde Chambre des États généraux.